# 興生澤臨時乘降場

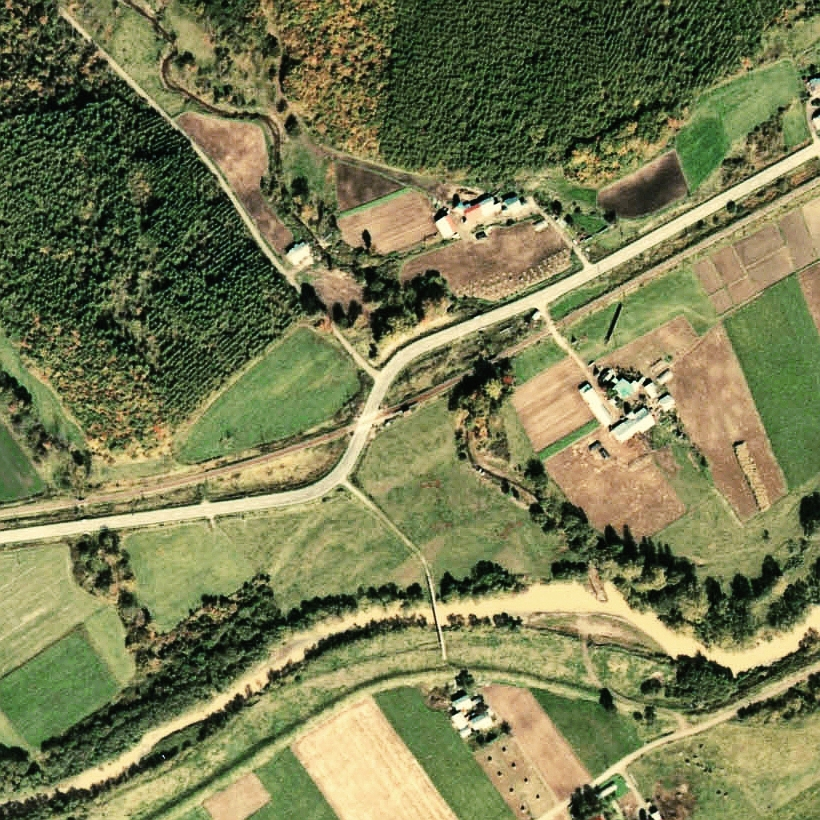
1977年的興生澤臨時乘降場與方圓約500米範圍。右邊是網走方向。從中央左上至下方的是東興生澤。在佐呂間一方設有翻新前的道道103號平交道，該處可看見候車室和月台。周邊都是山中的田園地帶。

興生澤臨時乘降場（日语：／ Kōseizawa karijōkō-ba */?）是位於北海道常呂郡佐呂間町字知來，日本國有鐵道（國鐵）的湧網線臨時乘降場（廢站）。隨著湧網線廢線，臨時乘降場在1987年（昭和62年）3月20日廢除。

## 歷史
- 1955年（昭和30年）12月25日 - 日本國有鐵道湧網線興生澤臨時乘降場（局（日语：鉄道管理局）設定）啟用[1]。
- 1987年（昭和62年）3月20日 - 湧網線全線廢除，此站也廢除[1]。

## 車站構造
截至車站廢除前，車站是一座地面車站，設有1面1線的單式月台。月台位於路軌南邊（網走方向的列車會開啟右邊車門）。此站沒有轉轍器。
在廢除前，此站為臨時乘降場，因此為無人車站。此站沒有車站大樓，月台中央部分設有高地台的候車室。月台靠近中湧別一方設有斜道。

## 車站周邊
- 北海道道103號留邊蘂濱佐呂間線（日语：北海道道103号留辺蘂浜佐呂間線）
- 佐呂間別川[3]
- 佐呂間町親睦巴士（日语：佐呂間町ふれあいバス）（自由上下車區間（日语：フリー乗降制））

## 現況
截至2011年（平成23年），仍可確認此臨時乘降場的位置，但是遺址變成空地，沒有任何痕蹟。

## 相鄰車站
日本國有鐵道
湧網線 
佐呂間－堺橋臨時乘降場－興生澤臨時乘降場－知來

## 注腳
1. 1 2 3 4  石野哲（編）. . JTB. 1998: 915. ISBN 978-4-533-02980-6 （日语）.
2. 1 2 3  工藤裕之. . 北海道新聞社. 2011-12: 177. ISBN 978-4894536197 （日语）.
3. ↑  . 地勢堂. 1980-3: 19 （日语）.
4. ↑  本久公洋. . 北海道新聞社. 2011-9: 103. ISBN 978-4894536128 （日语）.